# Diphyidae
Famille
Les Diphyidae constituent une famille de siphonophores (hydrozoaires coloniaux pélagiques).

## Liste des genres
Selon World Register of Marine Species (12 avril 2016), la famille Diphyidae comprend les genres suivants :
- sous-famille Diphyinae Quoy & Gaimard, 1827
  - genre Chelophyes Totton, 1932
  - genre Dimophyes Moser, 1925
  - genre Diphyes Cuvier, 1817
  - genre Eudoxia Eschscholtz, 1825
  - genre Eudoxoides Huxley, 1859
  - genre Lensia Totton, 1932
  - genre Muggiaea Busch, 1851
- sous-famille Giliinae Pugh & Pages, 1995
  - genre Gilia Pugh & Pages, 1995
- sous-famille Sulculeolariinae Totton, 1954
  - genre Sulculeolaria Blainville, 1830
- genre Epibulia Eschscholtz, 1829